# Takao Nishizeki
Takao Nishizeki (西関 隆夫), né en 1947 et mort le 30 janvier 2022 est un mathématicien et informaticien théoricien japonais, spécialiste en algorithmique des graphes et en  tracé de graphes.

## Formation et carrière
Nishizeki est né en 1947 à Fukushima ; il étudie à l'université du Tōhoku, il y obtient un baccalauréat en 1969, une maîtrise en 1971 et un doctorat en 1974. Il entre ensuite au corps professoral à Tohoku et y est devient professeur titulaire en 1988. Il a été doyen de la Graduate School of Information Sciences de l'Université de Tohoku d'avril 2008 à mars 2010. Il a pris sa retraite en 2010 et, professeur émérite à l'Université de Tohoku, a continué à enseigner en tant que professeur à l'université Kwansei Gakuin jusqu'en mars 2015. Il a été auditeur du Japan Advanced Institute of Science and Technology d'avril 2016 à octobre 2018.

## Contributions
Nishizeki a apporté des contributions importantes aux algorithmes pour les graphes série-parallèles, la recherche de cliques dans les graphes creux les tests de planarité et le partage de secret dans une structure d'accès arbitraire. Il est co-auteur de deux livres sur les graphes planaires et le tracé de graphes.
En 1990, Nishizeki a co-fondé le International Symposium on Algorithms and Computation (ISAAC).

## Distinctions et honneurs
Lors du 18e symposium ISAAC, en 2007, un atelier a été organisé en l'honneur de son 60e anniversaire
En 1996, Nishizeki est devenu membre à vie de l'IEEE « pour ses contributions aux algorithmes de graphes avec des applications à la conception physique des systèmes électroniques ». En 1996, il a été élu membre de l'Association for Computing Machinery « pour ses contributions à la conception et à l'analyse d'algorithmes efficaces pour les graphes planaires, les flots de réseau et le routage VLSI » . Nishizeki était également membre étranger de l'Académie des sciences du Bangladesh. Un de ses étudiants et co-auteurs fréquents, Md. Saidur Rahman, est originaire du Bangladesh.
Nishizeki a reçu le prix ICF Best Research Award de la International Communications Foundation en 2006. Il a reçu le Information Science Promotion Award de la Funai Foundation for Information Technology en 2003 et le Technology Award de la Telecommunication Advancement Foundation en 1998.

## Publications (sélection)
Livres
- T. Nishizeki et N. Chiba, Planar Graphs: Theory and Algorithms, North-Holland, coll. « North-Holland Mathematics Studies » (no 140), 1988 (ISBN 978-0-444-70212-8, MR 941967, lire en ligne ).
- Takao Nishizeki et Md. Saidur Rahman, Planar Graph Drawing, World Scientific, coll. « Lecture Notes Series on Computing » (no 12), 2004 (ISBN 978-981-256-033-9, DOI 10.1142/5648, MR 2112244).

Articles
- K. Takamizawa, T. Nishizeki et N. Saito, « Linear-time computability of combinatorial problems on series–parallel graphs », Journal of the ACM, vol. 29, no 3,‎ 1982, p. 623–641 (DOI 10.1145/322326.322328, MR 666771, S2CID 16082154).
- Norishige Chiba et Takao Nishizeki, « Arboricity and subgraph listing algorithms », SIAM Journal on Computing, vol. 14, no 1,‎ 1985, p. 210–223 (DOI 10.1137/0214017, MR 774940).
- Norishige Chiba, Takao Nishizeki, Shigenobu Abe et Takao Ozawa, « A linear algorithm for embedding planar graphs using PQ-trees », Journal of Computer and System Sciences, vol. 30, no 1,‎ 1985, p. 54–76 (DOI 10.1016/0022-0000(85)90004-2 , MR 788831).
- Mitsuru Ito, Akira Saito et Takao Nishizeki, « Secret sharing scheme realizing general access structure », Electronics and Communications in Japan (Part III: Fundamental Electronic Science), vol. 72, no 9,‎ 1989, p. 56–64 (DOI 10.1002/ecjc.4430720906).